# Grand Prix Belgii 2011
Grand Prix Belgii 2011 oficjalnie 2011 Formula 1 Shell Belgian Grand Prix – dwunasta eliminacja Mistrzostw Świata Formuły 1 w sezonie 2011.
Zwyciężył ją lider klasyfikacji generalnej Sebastian Vettel (Red Bull Racing) po uprzednim zdobyciu pole position. Drugie miejsce zajął jego partner zespołowy Mark Webber, a trzecie Jenson Button z McLarena. Najszybsze okrążenie wyścigu wykonał Webber.

## Opis weekendu wyścigowego

### Tło

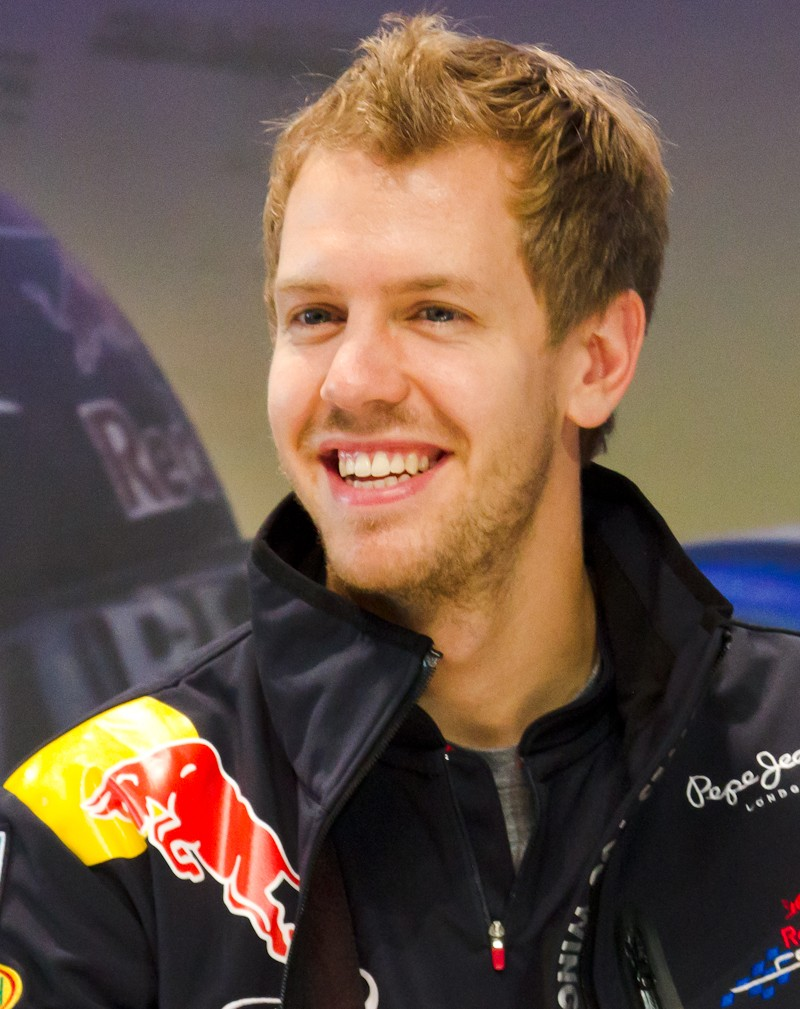
Sebastian Vettel, lider klasyfikacji generalnej

Po Grand Prix Węgier w klasyfikacji generalnej kierowców prowadził Sebastian Vettel, mając 85 punktów przewagi nad drugim Markiem Webberem. Trzeci był Lewis Hamilton, tracący trzy punkty do Australijczyka, a na czwartej lokacie plasował się Fernando Alonso mając o jeden punkt mniej niż Hamilton. Poprzedzające Grand Prix Belgii konkursy na Węgrzech i w Niemczech zwyciężyli kierowcy McLarena – w pierwszym z nich triumfował Hamilton, zaś w drugim Jenson Button.
Przed tym Grand Prix w zespole Renault jego kierowca rezerwowy Bruno Senna zastąpił Nicka Heidfelda, którego występy według zespołu były poniżej oczekiwań. W rezultacie Niemiec pozwał zespół za niewypełnienie warunków kontraktu.
Fédération Internationale de l’Automobile postanowiła, że zabronione będzie używanie systemu DRS w zakręcie Eau Rouge. Strefa DRS w trakcie wyścigu natomiast znajdowała się pomiędzy zakrętem Raidillon a szykaną Les Combes.
W trakcie Grand Prix Michael Schumacher świętował dwudziestolecie startów w Formule 1; niemiecki kierowca zadebiutował w Formule 1 podczas Grand Prix Belgii 1991 w zespole Jordan Grand Prix. W związku z tym startował w specjalnym, złotym kasku.
27 sierpnia ogłoszono (podpisane już przedtem) przedłużenie kontraktu Marka Webbera z Red Bull Racing. Australijski kierowca obchodził w dzień kwalifikacji 35. urodziny.
Sędziami podczas weekendu byli: Nigel Mansell (który w tym sezonie sędziował już w wyścigu na Silverstone) oraz Paul Gutjahr i Paolo Longoni.

### Treningi
Kierowcy Mercedes GP – Michael Schumacher i Nico Rosberg jako jedyni zdążyli ustanowić czasy na suchym torze podczas pierwszego treningu. 10 minut po rozpoczęciu sesji spadł deszcz. Debiutujący w barwach Renault Bruno Senna obrócił się w dziewiątym zakręcie i rozbił swój bolid. Wkrótce w tym samym miejscu wypadek miał reprezentant Force India – Paul di Resta. W związku z tym, że żuraw był zajęty przez samochód Senny, na torze pojawiła się czerwona flaga. Na dziesięć minut przed końcem regulaminowego czasu, sesja została wznowiona. Jenson Button na przejściowych oponach ustanowił trzeci czas, który był o 8,3 sekundy gorszy od czasu ustanowionego przez Schumachera. Oznaczało to, że poza czołową dwójką wszyscy kierowcy nie spełniliby reguły 107%.
Drugi piątkowy trening rozpoczął się na mokrej nawierzchni, która jednak wkrótce wyschła. Kierowcy wyjechali na oponach przejściowych. Po 10 minutach prowadził Mark Webber, jednak wkrótce jego czas poprawił Sebastian Vettel. Następnie, po dobrym okrążeniu Alonso na oponach typu slick, inni kierowcy także zdecydowali się na tę mieszankę. Około 47. minuty na tor wyjechał Paul di Resta w świeżo naprawionym bolidzie. Na 35 minut przed końcem sesji ponownie spadł deszcz, dwadzieścia minut później część stawki postanowiła jeszcze wyjechać na tor, by ćwiczyć starty. Wśród nich był Timo Glock, który miał uślizg tylnej osi i wyjechał na asfaltowe pobocze. Finalnie najszybszym kierowcą w drugiej sesji był Webber, z wynikiem 1:50,321. Najwolniejszy był Witalij Pietrow, który jako jedyny nie zmieściłby się w czasie 107%.
W sobotniej, trzeciej, również deszczowej sesji najszybszy był obchodzący swoje urodziny Mark Webber, który osiągnął czas 2:08.988. Część kierowców założyła opony deszczowe, a część opony przejściowe. Ci jadący na tej drugiej mieszance często doświadczali uślizgów. Wkrótce rozpoczęła się ulewa i dyskutowano wywieszenie czerwonej flagi, jednak sędziowie zdecydowali się kontynuować trening. Po 30 minutach Jaime Alguersuari jako pierwszy ustanowił czas okrążenia – 2:30.210 sekundy. Na torze pojawiła się dwukrotnie żółta flaga – po problemach Senny i di Resty. Jedynym kierowcą bez czasu został Alonso. Najwięcej okrążeń (16) wykonał Alguersuari.

### Kwalifikacje
Na początku sesji wyjechała większość kierowców, których samochody wyposażone były w opony przejściowe. Na okrążeniu instalacyjnym od bolidu Schumachera odpadło tylne koło, co uniemożliwiło kierowcy Mercedesa ustanowienie czasu. Ze względu na zapowiadane opady deszczu kierowcy próbowali jak najszybciej osiągnąć dobre czasy okrążeń. Niecałe dwie minuty przed końcem pierwszego bloku pogorszyły się warunki atmosferyczne. Najlepszy czas został uzyskany przez Jensona Buttona i wynosił 2:01,813 sekundy. Do drugiej sesji nie zakwalifikowali się: Jarno Trulli, Timo Glock, Jérôme d’Ambrosio, Vitantonio Liuzzi, Daniel Ricciardo oraz Michael Schumacher. Czworo ostatnich nie zmieściło się w limicie 107%.

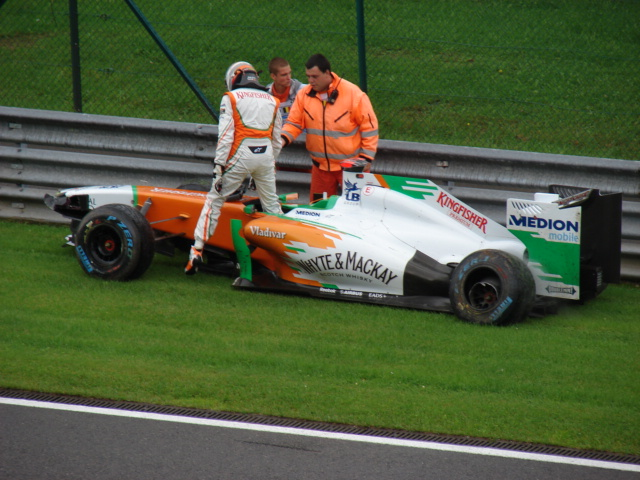
Rozbity Force India VJM04 Adriana Sutila w zakręcie Eau Rouge

Drugą sesję kierowcy również rozpoczęli na przejściowej mieszance. W czwartej minucie Adrian Sutil miał wypadek w zakręcie Eau Rouge. Spowodowało to konieczność wywieszenia czerwonej flagi – najlepszy czas należał wówczas do Vettela. Kwalifikacje zostały wkrótce wznowione i rozpoczęła się walka o awans do Q3. Doszło do kontaktu między Lewisem Hamiltonem a Pastorem Maldonado, w wyniku którego kierowca McLarena uszkodził przednie skrzydło i prawy wlot powietrza. Wśród kierowców którym nie udało się zakwalifikować do trzeciej części znalazł się m.in. Jenson Button, który nie zdążył poprawić swojego wyniku.
Trzecia część została rozpoczęta przez większość kierowców na slickach. Wkrótce liderem został Webber, następnie prowadził Sergio Pérez i Sebastian Vettel. Na ostatnim okrążeniu odbyła się walka o pole position. Jako pierwszy ukończył je Webber, wkrótce lepszy czas osiągnął Hamilton, ale pole position zdobył ostatecznie Sebastian Vettel z ponad półsekundową przewagą. Czwartą pozycję startową wywalczył Massa, piątą Rosberg, kolejne dwie natomiast Algersuari i Senna (dla których były to najlepsze pozycje w karierze). Ósmy był Alonso, następnie Pérez i Pietrow.

#### Zmiany pozycji startowych
Sędziowie zadecydowali się na dopuszczenie do wyścigu wszystkich czterech kierowców, którzy nie spełnili reguły 107%, powołując się na dobre tempo w oficjalnych treningach. Maldonado został ukarany za kolizję z Hamiltonem cofnięciem pozycji startowej o pięć lokat.

### Wyścig

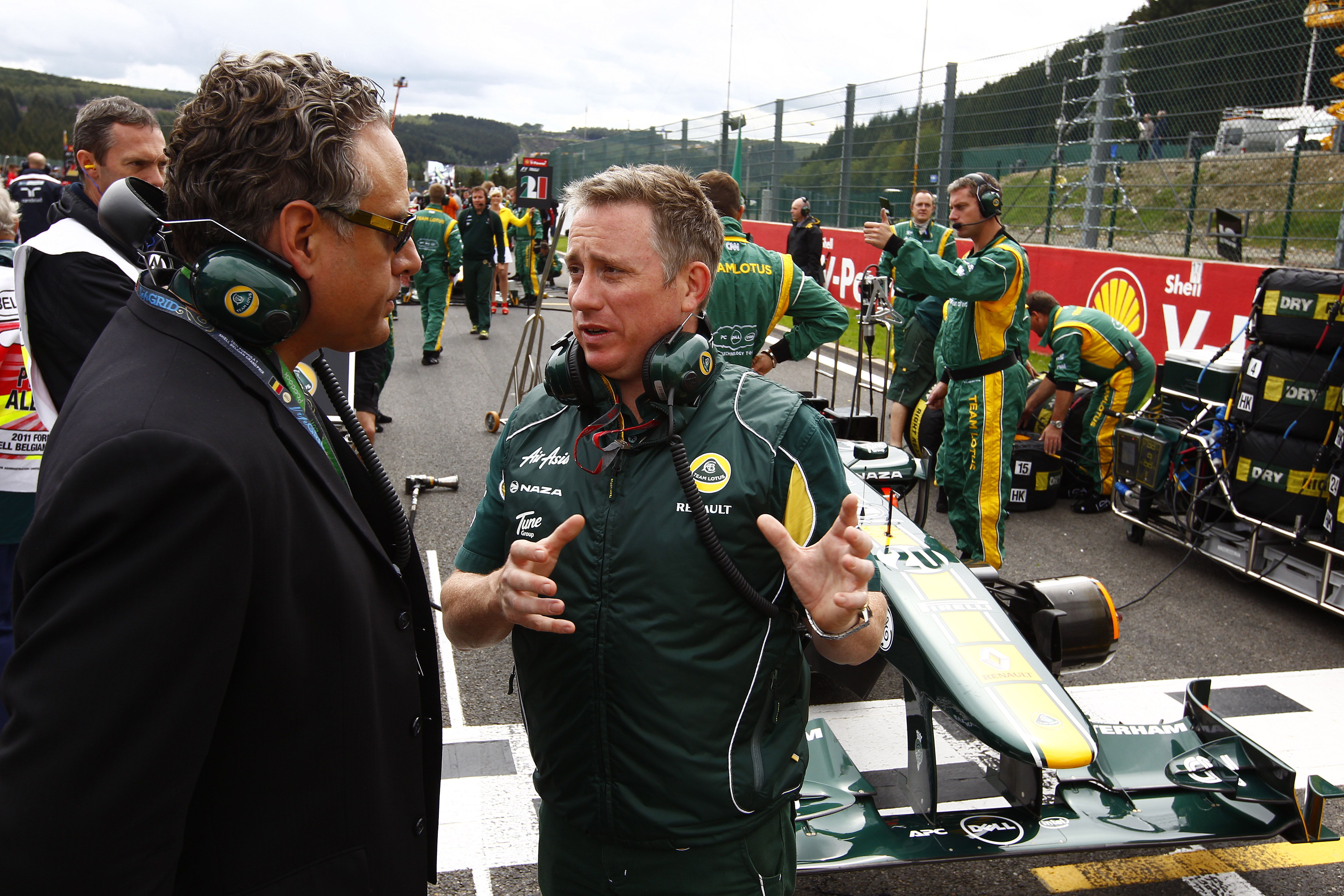
Lotus T128 przed startem wyścigu

Nico Rosberg mimo problemów z hamulcami po starcie awansował na drugą pozycję. Pierwsze miejsce utrzymał Vettel. Na trzecią lokatę wysunął się Massa. O dziesięć miejsc awansował startujący z ostatniego pola Schumacher. Wkrótce Rosberg zaatakował Vettela i został nowym liderem. Słabo wystartował Mark Webber, który stracił pięć pozycji, ze względu na włączenie się w jego bolidzie systemu zapobiegającego zgaszeniu silnika. Fernando Alonso natomiast wysunął się na piąte miejsce, a na drugim okrążeniu zaatakował Lewisa Hamiltona, awansując na czwartą lokatę i rozpoczął pogoń za Massą.
W zakręcie La Source Bruno Senna, podczas próby ataku, uderzył w prawy bok STR6 Alguersuariego, w wyniku czego samochód młodego Hiszpana doznał kontaktu z tyłem bolidu Alonso. Kierowca Toro Rosso uszkodził tym samym lewe zawieszenie i przednie skrzydło, przez co musiał wycofać się z wyścigu.
Na trzecim okrążeniu Vettel powrócił na pierwszą pozycję. Na czwartym aleję serwisową odwiedzili: Mark Webber i Jenson Button. U pierwszego z nich zmieniono opony na pośrednie, a Buttonowi zmieniono przednie skrzydło, którego boczny płat został uszkodzony na starcie. Dwa okrążenia później również Vettel zjechał na pit-stop, gdzie założono mu kolejny komplet opon z miękkiej mieszanki.
Na kolejnych dwóch okrążeniach Massę wyprzedzili Alonso i Hamilton.
Wkrótce Alonso i Hamilton zbliżyli się do Rosberga i Hiszpan wysunął się na prowadzenie. Również Brytyjczyk wyprzedził Niemca. Podczas gdy obaj kierowcy Ferrari oraz Lewis Hamilton zjechali na swoje pit-stopy, Sebastian Vettel jadąc na nowym komplecie miękkich opon awansował na pierwsze miejsce. Tymczasem z wyścigu wycofał się Sébastien Buemi ze względu na uszkodzenie tylnego skrzydła, natomiast Senna i Glock zostali ukarani przez sędziów karą przejazdu przez aleję serwisową, ze względu na spowodowane przez nich incydenty na pierwszym okrążeniu. Po wyjeździe Alonso z alei serwisowej, wyprzedził go Mark Webber, jednak jadący na nowych oponach kierowca Ferrari odzyskał pozycję. Obydwaj wyprzedzili wkrótce Pietrowa i Kobayashiego.
Startujący z ostatniego pola Schumacher był dwunasty, po wyprzedzeniu połowy stawki.
Wkrótce również Hamilton pokonał Rosjanina i zaatakował Japończyka. Doszło jednak między nimi do kolizji w piątym zakręcie. W wyniku kontaktu kierowca McLarena uderzył w bandę, co oznaczało dla niego koniec wyścigu. Następnie wyścigu nie ukończył także Daniel Ricciardo. Na torze pojawił się samochód bezpieczeństwa, co wykorzystało kilku kierowców, zjeżdżając na zmianę opon – m.in. Vettel. Po zjeździe samochodu bezpieczeństwa niemiecki kierowca wykorzystał dobrą przyczepność nowych opon i ponownie objął prowadzenie. Tymczasem Jenson Button wykorzystał swoje twarde opony, eksploatując je długo dzięki spokojnej jeździe i awansował na 8. pozycję.
Sergio Pérez odbył karę przejazdu przez aleję serwisową w związku z kolizją z Buemim. W okolicach trzydziestego okrążenia kierowcy odbyli drugą serię pit-stopów. Po jej zakończeniu na prowadzeniu pozostał Vettel, na drugą pozycję awansował Mark Webber, a na trzecią Jenson Button. Problemy miał Alonso, który tracił po dwie sekundy na każdym okrążeniu i spadł na czwarte miejsce. W międzyczasie nastąpiła kolizja między Kobayashim i Barichello, co spowodowało konieczność wymiany przedniego skrzydła w bolidzie tego drugiego.
Kolejność kierowców nie uległa większym zmianom do końca wyścigu. Zwyciężył Sebastian Vettel, następnie przyjechali Mark Webber, Jenson Button i Fernando Alonso. Piąte miejsce zajął Schumacher, który przedtem wyprzedził szóstego na mecie Nico Rosberga (być może po poleceniu zespołowym), siódmy był Adrian Sutil, ósmy Felipe Massa (po wyprzedzeniu na ostatnim okrążeniu Witalija Pietrowa), a punktowaną dziesiątkę zamknął Pastor Maldonado, dla którego był to pierwszy punkt w karierze kierowcy Formuły 1. Sklasyfikowano 19 kierowców.

### Odbiór
Po powiększeniu przewagi Vettela w klasyfikacji generalnej, wiele postaci ze środowiska uznało rywalizację o tytuł mistrzowski za zakończoną. Byli to m.in. Lewis Hamilton i Niki Lauda.
W mediach pochwalono występy Schumachera i Buttona, którzy przedarli się do czołówki, startując z odległych pozycji. Pochwalono także Rosberga i Alonso za dobry start. Za dobry wynik w kwalifikacjach pochwalono Bruno Sennę.
Dwa dni po Grand Prix Gérard Lopez wyraził zainteresowanie kupnem toru w Stavelot.

#### Odbiór w zespołach
Christian Horner wyraził swoje zadowolenie po dublecie w Grand Prix:

Fantastyczny rezultat zespołu, dublet w Spa i nasze pierwsze zwycięstwo na tym torze, to coś fenomenalnego (...) To był świetny weekend dla zespołu, mamy wiele punktów w obu klasyfikacjach i powiększyliśmy naszą przewagę na torze, na którym wcześnie nie wygraliśmy, więc jest to fantastyczny dzień dla Red Bulla.

Podobnego zdania był Cyril Dumont.
Sam Vettel wyraził swoje szczęście z powodu wygranej w Grand Prix – powiedział, że bolid prowadził się bardzo dobrze, z każdym okrążeniem dając więcej informacji o oponach. Stwierdził też, że głównym celem zespołu było ukończenie wyścigu.
Stefano Domenicali nie uznał wyścigu za satysfakcjonujący – stwierdził, że piętą achillesową zespołu Scuderia Ferrari są w dalszym ciągu problemy z dogrzaniem opon. Podobnie uważał Pat Fry, dodając, że wjazd samochodu bezpieczeństwa zadziałał na niekorzyść Ferrari. Fernando Alonso stwierdził, że neutralizacja była pomocna dla kierowcy Red Bull Racing. Uznał jednak za udany swój pierwszy przejazd.
Felipe Massa powiedział, że „wyścig był dla niego dziwny”.
Jenson Button stwierdził, że „czuje się w Formule 1 lepiej niż kiedykolwiek”. Martin Whitmarsh uznał go za „bohatera dnia”, natomiast nieukończenie wyścigu przez Hamiltona nazwał „ogromnie frustrującym”.
Michael Schumacher uznał wyścig za emocjonujący i wspaniały. Zadowolony był również Ross Brawn, który uznał go za ekscytujący, a rezultat Mercedes GP za najlepszy w sezonie. Podobnego zdania był Norbert Haug, który pochwalił wielokrotnego mistrza świata. Zespół rozpoczął dochodzenie w sprawie odpadnięcia koła w bolidzie Schumachera podczas kwalifikacji.
Witalij Pietrow wyraził zadowolenie ze swojego rezultatu, Éric Boullier określił jazdę kierowców Lotus Renault GP jako „porządną”.
Vijay Mallya, szef Force India powiedział, że występ jego zespołu był wspaniały, także dzięki bezbłędnej strategii. W zespole Williams wyścig odebrano bardzo dobrze – zadowolony był zarówno Pastor Maldonado, który zdobył pierwszy punkt w karierze, jak i dyrektor techniczny Sam Michael, który uznał wyścig za udany. Zdaniem Mike’a Gascoyne’a, dyrektora technicznego Lotusa, wyścig, mimo słabego startu był bardzo dobry. John Booth pogratulował d’Ambrosio dobrego wyniku w domowym wyścigu. Belgijski kierowca uznał swój wynik za dobry prognostyk na drugą część sezonu.
Rozczarowani rezultatem byli m.in. dyrektor techniczny Saubera, James Key, Alan Permane z Renault czy szef Toro Rosso – Franz Tost.

## Lista startowa
Na niebieskim tle kierowcy biorący udział jedynie w piątkowym treningu
| Nr | Kierowca           | Zespół                       | Samochód            | Silnik                   | Opony |
| -- | ------------------ | ---------------------------- | ------------------- | ------------------------ | ----- |
| 1  | Sebastian Vettel   | Red Bull Racing              | Red Bull RB7        | Renault RS27-2011 2.4 V8 | P     |
| 2  | Mark Webber        | Red Bull Racing              | Red Bull RB7        | Renault RS27-2011 2.4 V8 | P     |
| 3  | Lewis Hamilton     | Vodafone McLaren Mercedes    | McLaren MP4-26      | Mercedes FO 108Y 2.4 V8  | P     |
| 4  | Jenson Button      | Vodafone McLaren Mercedes    | McLaren MP4-26      | Mercedes FO 108Y 2.4 V8  | P     |
| 5  | Fernando Alonso    | Scuderia Ferrari             | Ferrari 150° Italia | Ferrari 056 2.4 V8       | P     |
| 6  | Felipe Massa       | Scuderia Ferrari             | Ferrari 150° Italia | Ferrari 056 2.4 V8       | P     |
| 7  | Michael Schumacher | Mercedes GP Petronas F1 Team | Mercedes MGP W02    | Mercedes FO 108Y 2.4 V8  | P     |
| 8  | Nico Rosberg       | Mercedes GP Petronas F1 Team | Mercedes MGP W02    | Mercedes FO 108Y 2.4 V8  | P     |
| 9  | Bruno Senna        | Lotus Renault GP             | Renault R31         | Renault RS27-2011 2.4 V8 | P     |
| 10 | Witalij Pietrow    | Lotus Renault GP             | Renault R31         | Renault RS27-2011 2.4 V8 | P     |
| 11 | Rubens Barrichello | AT&T Williams                | Williams FW33       | Cosworth CA2011 2.4 V8   | P     |
| 12 | Pastor Maldonado   | AT&T Williams                | Williams FW33       | Cosworth CA2011 2.4 V8   | P     |
| 14 | Adrian Sutil       | Force India F1 Team          | Force India VJM04   | Mercedes FO 108Y 2.4 V8  | P     |
| 14 | Nico Hülkenberg    | Force India F1 Team          | Force India VJM04   | Mercedes FO 108Y 2.4 V8  | P     |
| 15 | Paul di Resta      | Force India F1 Team          | Force India VJM04   | Mercedes FO 108Y 2.4 V8  | P     |
| 16 | Kamui Kobayashi    | Sauber F1 Team               | Sauber C30          | Ferrari 056 2.4 V8       | P     |
| 17 | Sergio Pérez       | Sauber F1 Team               | Sauber C30          | Ferrari 056 2.4 V8       | P     |
| 18 | Sébastien Buemi    | Scuderia Toro Rosso          | Toro Rosso STR6     | Ferrari 056 2.4 V8       | P     |
| 19 | Jaime Alguersuari  | Scuderia Toro Rosso          | Toro Rosso STR6     | Ferrari 056 2.4 V8       | P     |
| 20 | Heikki Kovalainen  | Team Lotus                   | Lotus T128          | Renault RS27-2011 2.4 V8 | P     |
| 20 | Karun Chandhok     | Team Lotus                   | Lotus T128          | Renault RS27-2011 2.4 V8 | P     |
| 21 | Jarno Trulli       | Team Lotus                   | Lotus T128          | Renault RS27-2011 2.4 V8 | P     |
| 22 | Daniel Ricciardo   | HRT Formula One Team         | HRT F111            | Cosworth CA2011 2.4 V8   | P     |
| 23 | Vitantonio Liuzzi  | HRT Formula One Team         | HRT F111            | Cosworth CA2011 2.4 V8   | P     |
| 24 | Timo Glock         | Marussia Virgin Racing       | Virgin MVR-02       | Cosworth CA2011 2.4 V8   | P     |
| 25 | Jérôme d’Ambrosio  | Marussia Virgin Racing       | Virgin MVR-02       | Cosworth CA2011 2.4 V8   | P     |
| Nr | Kierowca           | Zespół                       | Samochód            | Silnik                   | Opony |

## Wyniki

### Sesje treningowe
| Sesja | Nr | Kierowca           | Konstruktor      | Czas     | Okr. |
| ----- | -- | ------------------ | ---------------- | -------- | ---- |
| 1     | 7  | Michael Schumacher | Mercedes         | 1:54,355 | 13   |
| 2     | 2  | Mark Webber        | Red Bull-Renault | 1:50,321 | 22   |
| 3     | 2  | Mark Webber        | Red Bull-Renault | 2:08,988 | 7    |

### Kwalifikacje
| Poz. | Nr | Kierowca           | Konstruktor          | Q1       | Q2       | Q3       | Poz. s. |
| --- | --- | ------------------ | -------------------- | -------- | -------- | -------- | ------- |
| 1 | 1 | Sebastian Vettel   | Red Bull-Renault     | 2:03,029 | 2:03,317 | 1:48,298 | 1       |
| 2 | 3 | Lewis Hamilton     | McLaren-Mercedes     | 2:03,008 | 2:02,823 | 1:48,730 | 2       |
| 3 | 2 | Mark Webber        | Red Bull-Renault     | 2:02,827 | 2:03,302 | 1:49,376 | 3       |
| 4 | 6 | Felipe Massa       | Ferrari              | 2:05,834 | 2:04,507 | 1:50,256 | 4       |
| 5 | 8 | Nico Rosberg       | Mercedes             | 2:05,091 | 2:03,723 | 1:50,552 | 5       |
| 6 | 19 | Jaime Alguersuari  | Toro Rosso-Ferrari   | 2:05,419 | 2:04,561 | 1:50,773 | 6       |
| 7 | 10 | Bruno Senna        | Renault              | 2:05,047 | 2:04,452 | 1:51,121 | 7       |
| 8 | 5 | Fernando Alonso    | Ferrari              | 2:04,450 | 2:02,768 | 1:51,251 | 8       |
| 9 | 17 | Sergio Pérez       | Sauber-Ferrari       | 2:06,284 | 2:04,625 | 1:51,374 | 9       |
| 10 | 10 | Witalij Pietrow    | Renault              | 2:05,292 | 2:03,466 | 1:52,303 | 10      |
| 11 | 18 | Sébastien Buemi    | Toro Rosso-Ferrari   | 2:04,744 | 2:04,692 | –        | 11      |
| 12 | 16 | Kamui Kobayashi    | Sauber-Ferrari       | 2:07,194 | 2:04,757 | –        | 12      |
| 13 | 4 | Jenson Button      | McLaren-Mercedes     | 2:01,813 | 2:05,150 | –        | 13      |
| 14 | 11 | Rubens Barrichello | Williams-Cosworth    | 2:05,720 | 2:07,349 | –        | 14      |
| 15 | 14 | Adrian Sutil       | Force India-Mercedes | 2:06,000 | 2:07,777 | –        | 15      |
| 16 | 12 | Pastor Maldonado   | Williams-Cosworth    | 2:05,621 | 2:08,106 | –        | 21      |
| 17 | 20 | Heikki Kovalainen  | Lotus-Renault        | 2:06,780 | 2:08,354 | –        | 16      |
| 18 | 15 | Paul di Resta      | Force India-Mercedes | 2:07,758 | –        | –        | 17      |
| 19 | 21 | Jarno Trulli       | Lotus-Renault        | 2:08,773 | –        | –        | 18      |
| 20 | 24 | Timo Glock         | Virgin-Cosworth      | 2:09,566 | –        | –        | 19      |
| 107% czasu: 2:10.339 | |                    |                      |          |          |          |         |
| 21 | 25 | Jérôme d’Ambrosio  | Virgin-Cosworth      | 2:11,601 | –        | –        | 20      |
| 22 | 23 | Vitantonio Liuzzi  | HRT-Cosworth         | 2:11,616 | –        | –        | 22      |
| 23 | 22 | Daniel Ricciardo   | HRT-Cosworth         | 2:13,077 | –        | –        | 23      |
| 24 | 7 | Michael Schumacher | Mercedes             | –        | –        | –        | 24      |
| Poz. | Nr | Kierowca           | Konstruktor          | Q1       | Q2       | Q3       | Poz. s. |
| \| Legenda \| Legenda \| \| ------------------------ \| ---------------------------------------------------------------------------------------------------------------------------------------------------------------------------------------------------------------------------------------------------------------- \| \| Poz. Nr Q1 Q2 Q3 Poz. s. \| Pozycja zajęta w sesji kwalifikacyjnej Numer startowy kierowcy Wynik uzyskany w pierwszej części kwalifikacji Wynik uzyskany w drugiej części kwalifikacji Wynik uzyskany w trzeciej części kwalifikacji Pozycja startowa po uwzględnięniu kar, przesunięć, itp. \| | |                    |                      |          |          |          |         |
| Legenda | |                    |                      |          |          |          |         |
| Poz. Nr Q1 Q2 Q3 Poz. s. | Pozycja zajęta w sesji kwalifikacyjnej Numer startowy kierowcy Wynik uzyskany w pierwszej części kwalifikacji Wynik uzyskany w drugiej części kwalifikacji Wynik uzyskany w trzeciej części kwalifikacji Pozycja startowa po uwzględnięniu kar, przesunięć, itp. |                    |                      |          |          |          |         |

### Wyścig
| P                 | + / –     | Nr | Kierowca           | Konstruktor          | Okr. | Czas / Strata    | Komentarz             |
| ----------------- | --------- | -- | ------------------ | -------------------- | ---- | ---------------- | --------------------- |
| 1                 | Bez zmian | 1  | Sebastian Vettel   | Red Bull-Renault     | 44   | 1:26:44,893      |                       |
| 2                 | 1         | 2  | Mark Webber        | Red Bull-Renault     | 44   | +0:03,741        |                       |
| 3                 | 10        | 4  | Jenson Button      | McLaren-Mercedes     | 44   | +0:09,669        |                       |
| 4                 | 4         | 5  | Fernando Alonso    | Ferrari              | 44   | +0:13,022        |                       |
| 5                 | 19        | 7  | Michael Schumacher | Mercedes             | 44   | +0:47,464        |                       |
| 6                 | 1         | 8  | Nico Rosberg       | Mercedes             | 44   | +0:48,674        |                       |
| 7                 | 8         | 14 | Adrian Sutil       | Force India-Mercedes | 44   | +0:59,713        |                       |
| 8                 | 4         | 6  | Felipe Massa       | Ferrari              | 44   | +1:06,076        |                       |
| 9                 | 1         | 10 | Witalij Pietrow    | Renault              | 44   | +1:11,917        |                       |
| 10                | 6         | 12 | Pastor Maldonado   | Williams-Cosworth    | 44   | +1:17,615        |                       |
| 11                | 7         | 15 | Paul di Resta      | Force India-Mercedes | 44   | +1:23,994        |                       |
| 12                | Bez zmian | 16 | Kamui Kobayashi    | Sauber-Ferrari       | 44   | +1:31,976        |                       |
| 13                | 6         | 9  | Bruno Senna        | Renault              | 44   | +1:32,985        | [ a ]                 |
| 14                | 5         | 21 | Jarno Trulli       | Lotus-Renault        | 43   | +1 okr.          |                       |
| 15                | 2         | 20 | Heikki Kovalainen  | Lotus-Renault        | 43   | +1 okr. (06,783) |                       |
| 16                | 2         | 11 | Rubens Barrichello | Williams-Cosworth    | 43   | +1 okr. (00,038) |                       |
| 17                | 4         | 25 | Jérôme d’Ambrosio  | Virgin-Cosworth      | 43   | +1 okr. (50,033) |                       |
| 18                | 2         | 24 | Timo Glock         | Virgin-Cosworth      | 43   | +1 okr. (01,701) |                       |
| 19                | 3         | 23 | Vitantonio Liuzzi  | HRT-Cosworth         | 43   | +1 okr. (38,977) |                       |
| Niesklasyfikowani |           |    |                    |                      |      |                  |                       |
|                   |           | 17 | Sergio Pérez       | Sauber-Ferrari       | 27   |                  | uszkodzenia z kolizji |
|                   |           | 22 | Daniel Ricciardo   | HRT-Cosworth         | 13   |                  | elektryka             |
|                   |           | 3  | Lewis Hamilton     | McLaren-Mercedes     | 12   |                  | kolizja z Kobayashim  |
|                   |           | 18 | Sébastien Buemi    | Toro Rosso-Ferrari   | 6    |                  | kolizja z Pérezem     |
|                   |           | 19 | Jaime Alguersuari  | Toro Rosso-Ferrari   | 0    |                  | kolizja z Senną       |
| P                 | + / –     | Nr | Kierowca           | Konstruktor          | Okr. | Czas / Strata    | Komentarz             |

### Najszybsze okrążenie
| Nr | Kierowca    | Konstruktor      | Czas     | Okr. |
| -- | ----------- | ---------------- | -------- | ---- |
| 2  | Mark Webber | Red Bull-Renault | 1:49,883 | 33   |

## Prowadzenie w wyścigu
| Nr                              | Kierowca         | Okrążenia                | Suma |
| ------------------------------- | ---------------- | ------------------------ | ---- |
| 1                               | Sebastian Vettel | 3-5, 11-13, 18-30, 32-44 | 32   |
| 5                               | Fernando Alonso  | 7, 14-17                 | 5    |
| 8                               | Nico Rosberg     | 1-2, 6                   | 3    |
| 3                               | Lewis Hamilton   | 8-10                     | 3    |
| 4                               | Jenson Button    | 31                       | 1    |
| \| Wykres \| \| ------ \| \| \| |                  |                          |      |
| Wykres                          |                  |                          |      |
|                                 |                  |                          |      |

## Klasyfikacja po wyścigu

### Kierowcy
| P  | +/− | Kierowca           | Starty | Punkty | P1 | P2 | P3 | PP | NO | NS |
| -- | --- | ------------------ | ------ | ------ | -- | -- | -- | -- | -- | -- |
| 1  | 0   | Sebastian Vettel   | 12     | 259    | 7  | 4  | –  | 9  | 1  | –  |
| 2  | 0   | Mark Webber        | 12     | 167    | –  | 2  | 5  | 3  | 5  | –  |
| 3  | +1  | Fernando Alonso    | 12     | 157    | 1  | 3  | 2  | –  | 1  | 1  |
| 4  | +1  | Jenson Button      | 12     | 149    | 2  | 1  | 3  | –  | 1  | 2  |
| 5  | −2  | Lewis Hamilton     | 12     | 146    | 2  | 2  | –  | –  | 2  | 2  |
| 6  | 0   | Felipe Massa       | 12     | 74     | –  | –  | –  | –  | 2  | 2  |
| 7  | 0   | Nico Rosberg       | 12     | 56     | –  | –  | –  | –  | –  | 1  |
| 8  | +2  | Michael Schumacher | 12     | 42     | –  | –  | –  | –  | –  | 3  |
| 9  | 0   | Witalij Pietrow    | 12     | 34     | –  | –  | 1  | –  | –  | 1  |
| 10 | −2  | Nick Heidfeld      | 11     | 34     | –  | –  | 1  | –  | –  | 3  |
| 11 | 0   | Kamui Kobayashi    | 12     | 27     | –  | –  | –  | –  | –  | 2  |
| 12 | 0   | Adrian Sutil       | 12     | 24     | –  | –  | –  | –  | –  | 1  |
| 13 | 0   | Sébastien Buemi    | 12     | 12     | –  | –  | –  | –  | –  | 2  |
| 14 | 0   | Jaime Alguersuari  | 12     | 10     | –  | –  | –  | –  | –  | 3  |
| 15 | 0   | Sergio Pérez       | 10     | 8      | –  | –  | –  | –  | –  | 3  |
| 16 | 0   | Paul di Resta      | 12     | 8      | –  | –  | –  | –  | –  | 1  |
| 17 | 0   | Rubens Barrichello | 12     | 4      | –  | –  | –  | –  | –  | 3  |
| 18 | +3  | Pastor Maldonado   | 12     | 1      | –  | –  | –  | –  | –  | 2  |
| 19 | −1  | Pedro de la Rosa   | 1      | 0      | –  | –  | –  | –  | –  | –  |
| 20 | −1  | Jarno Trulli       | 11     | 0      | –  | –  | –  | –  | –  | 3  |
| 21 | N   | Bruno Senna        | 1      | 0      | –  | –  | –  | –  | –  | –  |
| 22 | −1  | Vitantonio Liuzzi  | 11     | 0      | –  | –  | –  | –  | –  | 3  |
| 23 | 0   | Jérôme d’Ambrosio  | 12     | 0      | –  | –  | –  | –  | –  | 2  |
| 24 | 0   | Heikki Kovalainen  | 12     | 0      | –  | –  | –  | –  | –  | 5  |
| 25 | 0   | Timo Glock         | 11     | 0      | –  | –  | –  | –  | –  | 2  |
| 26 | 0   | Narain Karthikeyan | 7      | 0      | –  | –  | –  | –  | –  | 1  |
| 27 | 0   | Daniel Ricciardo   | 4      | 0      | –  | –  | –  | –  | –  | 1  |
| 28 | 0   | Karun Chandhok     | 1      | 0      | –  | –  | –  | –  | –  | –  |
| P  | +/− | Kierowca           | Starty | Punkty | P1 | P2 | P3 | PP | NO | NS |

### Konstruktorzy
| P  | +/− | Konstruktor          | Starty | Punkty | P1 | P2 | P3 | PP | NO | NS |
| -- | --- | -------------------- | ------ | ------ | -- | -- | -- | -- | -- | -- |
| 1  | 0   | Red Bull-Renault     | 24     | 426    | 7  | 6  | 5  | 12 | 6  | –  |
| 2  | 0   | McLaren-Mercedes     | 24     | 295    | 4  | 3  | 3  | –  | 3  | 4  |
| 3  | 0   | Ferrari              | 24     | 231    | 1  | 3  | 2  | –  | 3  | 3  |
| 4  | 0   | Mercedes             | 24     | 98     | –  | –  | –  | –  | –  | 4  |
| 5  | 0   | Renault              | 24     | 68     | –  | –  | 2  | –  | –  | 4  |
| 6  | 0   | Sauber-Ferrari       | 23     | 35     | –  | –  | –  | –  | –  | 4  |
| 7  | 0   | Force India-Mercedes | 24     | 32     | –  | –  | –  | –  | –  | 2  |
| 8  | 0   | Toro Rosso-Ferrari   | 24     | 22     | –  | –  | –  | –  | –  | 5  |
| 9  | 0   | Williams-Cosworth    | 24     | 5      | –  | –  | –  | –  | –  | 6  |
| 10 | 0   | Lotus-Renault        | 24     | 0      | –  | –  | –  | –  | –  | 8  |
| 11 | 0   | HRT-Cosworth         | 22     | 0      | –  | –  | –  | –  | –  | 5  |
| 12 | 0   | Virgin-Cosworth      | 23     | 0      | –  | –  | –  | –  | –  | 2  |
| P  | +/− | Konstruktor          | Starty | Punkty | P1 | P2 | P3 | PP | NO | NS |

## Imprezy towarzyszące
W trakcie weekendu wyścigowego Formuły 1 na torze Spa rywalizowano także w innych seriach.

### Seria GP2
Rozgrywany 27 września wyścig serii GP2 wygrał Niemiec Christian Vietoris, za nim uplasowali się Jules Bianchi i Romain Grosjean. Następnego dnia rozegrano sprint, w którym najlepszy okazał się Luca Filippi, przed Jules’em Bianchim i Josefem Králem.

### Pozostałe serie
Tymczasem w pierwszym z dwóch rozgrywanych na Spa wyścigów serii GP3 wygrał fiński kierowca Valtteri Bottas. Na podium stanęli jeszcze James Calado i Nigel Melker. W drugim zwyciężył Richie Stanaway, cztery sekundy za nim do mety dojechał Calado, a na trzeciej pozycji uplasował się Nico Müller.
W Porsche Supercup zwyciężył Polak Kuba Giermaziak. Na drugim miejscu, ze stratą ponad pół sekundy dojechał René Rast, a na najniższym stopniu podium stanął Nick Tandy.